# Otec Braun
Otec Braun (v německém originále Pfarrer Braun) je německý televizní seriál z let 2003–2014 v hlavní roli s Ottfriedem Fischerem. Postava, kterou v seriálu představuje, je volně inspirována literární figurou faráře Browna z krátkých příběhů autora G. K. Chestertona. České znění bylo vyrobeno pro televizi Prima.

## Děj
Ottfried Fischer v seriálu představuje postavu faráře Brauna s vášní k vyšetřování kriminálních případů, které k sobě chtě nechtě přitahuje. Jeho biskupovi, Sebastianu Hemmelrathovi, se jeho podílení na vyšetřováních a objasňováních těchto případů nelíbí, a proto vždy, když se na nějakém vyšetřování podílí, přemístí ho na jinou farnost. Jenže často je to jen několik dní, co začne na nové farnosti působit a hned se v jeho okolí stane nějaká vražda. Braunova vášeň je moc silná a nedokáže ji překonat, proto se vždy do vyšetřování těchto vražd pustí i přes nesouhlas biskupa. Při vyšetřováních mu pomáhají jeho hospodyně Margot Roßhauptnerová, jeho kamarád a ministrant Armin Knopp a komisař Albin Geiger, kteří se od farnosti k farnosti stěhují spolu s Braunem.

## Obsazení
- Ottfried Fischer jako farář Guido Braun – Klíčová postava seriálu, v každé řadě je svým biskupem přemístěn do různých farností po celém Německu. Vždy, když dorazí do nové farnosti, musí nejen řešit problémy, které se nové farnosti týkají, ale i vraždy, které se vždy po jeho přistěhování odehrají. Rád se se svým biskupem sází, sázky probíhají tak, že začne citovat nějakou pasáž z Bible a biskup má uhádnout celé znění a odkud konkrétně citát pochází, většinou v sázkách vyhrává. Seriál končí závěrečnou epizodou, kde postava Brauna umírá.
- Hansi Jochmann jako Margot Roßhauptnerová – Braunova hospodyně, emancipovaná a do jisté míry romantická žena s obrovskou vášní k rychlé jízdě, která se odráží, když Brauna převáží autem. Když se naštve, křičí a je nesnesitelná a do takového stavu se dostává docela často. I když je proti tomu, aby Braun kriminální případy vyšetřoval, především z vědomí toho, že to bude mít důsledek ve změně farnosti a s tím spojeném stěhování, čas od času mu i pomáhá.
- Antonio Wannek jako Armin Knopp – Jeho postava se objevuje už v první epizodě, kde představuje vězně v hamburské věznici. Ve věznici se naučil několik schopností jako je ovládání znakového jazyka nebo odemykání zámků, pro Brauna dělal ministranta s očekáváním, že tak bude za dobré chování brzy propuštěn, což se také stává. Následně však pokračuje v ministrování a s Braunem se spřátelí. Během seriálu představuje Braunovo hlavního pomocníka při jeho vyšetřováních.
- Peter Heinrich Brix jako Albin Geiger – Mírně přihlouplý a zmatený policista Geiger se v prvních epizodách objevuje a brzy se stává jednou z hlavních postav. Zatímco Braun a jeho družina putují po Německu z nařízení jejich biskupa, Geiger po Německu putuje vždy kvůli převelení, protože jeho nadřízení si uvědomují, že na vyšetřování bez pomoci Brauna nedostačuje. Převážně Braunovi ve vyšetřováních pomáhá, někdy jdou ale proti sobě a sázejí se, kdo případ vyšetří dříve a pachatele odhalí, vždy však vyhraje Braun.
- Hans-Michael Rehberg jako biskup Sebastian Hemmelrath – Biskup a nadřízený faráře Brauna. Chce pro církev to nejlepší, je zbožný, ale v Bibli se moc nevyzná, proto se s ním Braun sází o citáty, jenže Hemmelrathovi nezbývá, než si nechat poradit od monsignora. Má sen, že jednou bude povýšen, což se po celý seriál neděje, až v poslední epizodě se jeho sen splní a stává se kardinálem.
- Gilbert von Sohlern jako Monsignore Anselm Mühlich – V civilním životě též Tobias Mühlich. Je zástupcem a pobočníkem biskupa Hemmelratha. Je intrikářem a Braunovo protivníkem, snaží se s ním soupeřit. S Braunovými vyšetřováními striktně nesouhlasí, avšak v 19. epizodě mu z obavy o vlastní život nezbývá nic jiného, než se na Brauna spolehnout.

## Seznam dílů
1. Sedmý chrám
2. Kostra v dunách
3. Začarovaný případ
4. Konec renesančního umělce
5. Smrt v klášteře
6. Zkáza rodu
7. Neviditelný důkaz
8. Tři rakve a jedno dítě
9. Nikomu ani slovo
10. Boží znamení
11. Ztracené dědictví
12. Vražda v ženském klášteře
13. Rabínovy zahrady
14. Posvátný strom
15. Rudá Róza
16. Vrah přichází
17. Symbol štěstí
18. Jedovatá medúza
19. Sněhurka a konec trpaslíků
20. Peněz se nenasytí
21. Ukradené housle
22. Poslední případ

## Lokace
Děj každé epizody (nebo každé druhé epizody) se odehrává na nejrůznějších místech v Německu. Ačkoliv místa, kde se odehrávají, jsou reálná, v seriálu jsou nazývána fiktivními názvy. Seriál se natáčel například u pobřeží Severního moře (Greetsiel a Pilsum), v Sasku u Labských pískovcových skal, v Míšni, na zámku Bamberg, v Saarburgu, na ostrově Usedom, v Kasselu ad.